# Plonévez-Porzay
Plonévez-Porzay (tiếng Breton: Plonevez-Porzhe) là một xã của tỉnh Finistère, thuộc vùng Bretagne, miền tây bắc Pháp.

## Dân số
Người dân ở Plonévez-Porzay được gọi là Plonévéziens.